# Maria Körber
Maria Körber (nacida María Christiane Harlan; Berlín, 23 de junio de 1930-Ibidem, 14 de mayo de 2018) fue una actriz alemana.

## Biografía
Hija del director antisemita alemán Veit Harlan y su segunda esposa, la actriz vienesa Hilde Körber; hermana del cineasta, escritor y perseguidor de asesinos nazis Thomas Harlan. Tras el divorcio de sus padres, en 1938, tomó el apellido de su madre. Pasó su infancia en Berlín; ante el cerco aliado, en 1942 se trasladó a Zakopane (Polonia) y luego a la finca de la familia en el condado de Slawno.
Entre 1947-1949 recibió clases en el Teatro Hebbel y de Marlise Ludwig en Berlín e hizo su debut en 1948 con Las moscas de Sartre.
Trabajó en el Staatstheater Oldenburg, en el Theater am Kurfürstendamm, en el Teatro Nacional de Mannheim y el Teatro del Estado de Hesse en Wiesbaden. Desde 1954 hasta 1959 en los escenarios de Bremen, en 1957/58 en el Renaissance Theater de Berlín y el Teatro Thalia en Hamburgo.
También trabajó en la radio y en el doblaje de actrices como Leslie Caron, Julie Andrews, Susan Strasberg y Debbie Reynolds.
En la década de 1990 montó y dirigió en Berlín el "Studio Maria Körber".
Fue Frau Schneider en el musical Cabaret en Berlín.
Maria Körber se casó primero con el actor Walter Buschhoff, padre de su hijo Sebastian Buschhoff, y luego con el actor Joachim Kerzel.

## Filmografía
- 1948: Die Fliegen
- 1950: Drei Mädchen spinnen
- 1955: Sommerliebe
- 1957: Der Richter und sein Henker (TV)
- 1958: Ein idealer Gatte (TV)
- 1962: Letzter Punkt der Tagesordnung (TV)
- 1962: Der rote Hahn (TV)
- 1962: Der Biberpelz (TV)
- 1963: Durchbruch Lok 234
- 1964: Die fünfte Kolonne – Der Gast (TV-Serie)
- 1964: Hafenpolizei – Gefährliche Geschenke (TV-Serie)
- 1965: Überstunden (TV)
- 1968: Morgens um Sieben ist die Welt noch in Ordnung
- 1970: Cher Antoine oder Die verfehlte Liebe (TV)
- 1970: Sessel zwischen den Stühlen (TV)
- 1971: Doppelgänger (TV-Serie)
- 1971: Sonne, Sylt und kesse Krabben / Nackte Liebe im heißen Sand
- 1972: Auf den Spuren der Anarchisten (TV)
- 1972: Alle reden von Liebe (TV)
- 1973: Wenn alle anderen fehlen (TV)
- 1973: Verwandte sind auch Menschen (TV)
- 1974: Im Vorhof der Wahrheit (TV)
- 1975: Im Werk notiert (TV-Serie)
- 1977: Der Haupttreffer (TV)
- 1977: Heinrich Zille (TV)
- 1978: Café Wernicke (TV-Serie)
- 1978: Die Freiheiten der Langeweile (TV)
- 1980: Ein typischer Fall (TV)
- 1980: Tatort – Mit nackten Füßen (TV)
- 1981: Mit Gewissenhaftigkeit und Würde (TV)
- 1981: Die Laurents (TV-Serie)
- 1981: Das Traumschiff – Die erste Reise: Karibik (TV-Serie)
- 1981: Tatort – Usambaraveilchen (TV-Serie)
- 1984: Berliner Weiße mit Schuß (TV-Serie)
- 1985: Es muß nicht immer Mord sein – Nur ein Routinefall  (TV-Serie)
- 1986: Hessische Geschichten (TV-Serie)
- 1989: Der Bettler vom Kurfürstendamm (TV)
- 1990: Tatort – Tod einer Ärztin
- 1992: Großstadtrevier – Revanche (TV-Serie)
- 1995: Ein Fall für zwei – Eine offene Rechnung (TV-Serie)
- 1995: Ein Fall für zwei – Mordsgefühle
- 1995: Wolken am Horizont (TV-Serie Rosamunde Pilcher)
- 1999: Der letzte Zeuge – Unter die Haut (TV-Serie)
- 1999: Downhill City
- 2001: Oh du Liebezeit (TV)
- 2002: Brüder (TV)
- 2002: Unser Charly – Charly auf Tour (TV-Serie)
- 2002: Unser Charly – Licht am Horizont
- 2003: Unser Charly – Chaos für zwei
- 2003: Verkauftes Land (TV)
- 2006: Ein starkes Team – Sippenhaft (TV-Serie)